# Jelle van Gorkom
Jelle van Gorkom, född den 5 januari 1991 i Doetinchem, är en nederländsk tävlingscyklist.
Han tog OS-silver i BMX i samband med de olympiska tävlingarna i cykelsport 2016 i Rio de Janeiro..